# Diane Arbus
Diane Arbus, nacida como Diane Nemerov (Nueva York, 14 de marzo de 1923-Greenwich, Nueva York, 26 de julio de 1971), fue una fotógrafa estadounidense, conocida como la fotógrafa de los freaks, personas de aspecto poco convencional y socialmente rechazadas. Su obra ha sido reconocida por instituciones como la Bienal de Venecia y el Museo de Arte Moderno de Nueva York, entre otras.

## Biografía
Nació dentro de una adinerada familia judía de Nueva York con el nombre de Diane Nemerov. Su padre, David Nemerov, era un judío de origen polaco que había construido un próspero negocio de moda, facilitando así el primer contacto directo y cercano de Diane con este campo. Su hermano mayor, Howard Nemerov, se convirtió en un laureado poeta. A los 14 años, Diane comenzó su relación con Allan Arbus, con quien se casó cumplidos los 18 años, adoptando su apellido y aprendiendo de fotografía con él. Tuvieron dos hijas, Doon (1945) y Amy (1954) Arbus.
En los años 1940, el matrimonio se dedicó a la fotografía de modas en revistas como Esquire, Vogue y Harper’s Bazaar. En 1945 fundaron el estudio fotográfico Diane & Allan Arbus. Siendo mujer de aquella época, fue inusual que apareciera en el nombre del estudio. Posteriormente, cuando comenzó a publicar sus propias obras, fue rápidamente reconocida, llegando a recibir de la Fundación Guggenheim dos becas por su trabajo Ritos americanos, maneras y costumbres, para que continuara desarrollando su carrera como artista y fotógrafa.
De 1955 a 1957, estudió con la fotógrafa austríaca Lisette Model, que ejerció gran influencia en su trabajo posterior. Model enfocó a Arbus hacia nuevas formas de trabajar técnicamente las fotografías y de mirar con nuevos ojos los objetos y sujetos fotografiados. La consideraba la mejor discípula que jamás tuvo.
En 1959 se separó de Allan cuando él se enamoró de otra mujer. Fue devastador personalmente, si bien su obra fotográfica ganó en profundidad. Se divorciaron en 1969.
Además de Model, otras influencias de Arbus se encuentran en Berenice Abbott, con quien también estudió fotografía, Robert Frank, Louis Faurer y Alex Brodovitch.
En julio de 1960, Esquire fue la primera revista que decidió publicar las fotografías de Arbus, y a partir de esta década empezó la etapa más productiva de su carrera, cambiando su objetivo por completo. Ella consideraba el mundo de la moda muy artificial, de forma que decidió empezar a fotografiar en las calles. Recorrió los peligrosos barrios marginales de Nueva York para seleccionar a los personajes que retrataba, entre los cuales se encontraban personas de aspecto poco convencional y marginadas de la sociedad como enanos, gigantes, nudistas, estrípers, transexuales, travestis y prostitutas, por lo que comenzó a ser conocida como la fotógrafa de los freaks.
En 1967 participó con treinta fotografías en la exposición New Documents, realizada por John Szarkowski para el Museo de Arte Moderno de Nueva York, junto a los también talentosos Lee Friedlander y Garry Winogrand. Esta exposición la dio a conocer al público mayoritario. El éxito llegó y sus obras fueron adquiridas por instituciones como la Biblioteca Nacional de Francia. Continuó trabajando para revistas importantes retratando a celebridades como Norman Mailer, Mae West y Jorge Luis Borges.
En sus últimos años se centró en imágenes de personas con discapacidad intelectual que se encontraban recluidas en instituciones. En 1971, después de una larga depresión, Diane Arbus se suicidó a los 48 años. Un año más tarde, con carácter póstumo, su trabajo fue seleccionado para participar en la Bienal de Venecia, siendo esta estadounidense la primera fotógrafa en ser seleccionada para la prestigiosa muestra. El Museo de Arte Moderno de Nueva York organizó su primera gran retrospectiva de un total de 112 fotografías en 1972.

## Fallecimiento
Arbus experimentó trastornos mentales, emocionales y episodios depresivos similares a los que tuvo su madre, y que quizá empeoraron debido a una hepatitis. En 1968, Arbus escribió «yo subo y bajo mucho», y tenía cambios emocionales violentos. El 26 de julio de 1971, mientras vivía en la Westbeth Artists Community, en Nueva York, Arbus terminó con su vida al ingerir barbitúricos y cortarse las venas. Fue hallada por Marvin Israel dos días después. Tenía 48 años.

## Su obra
Influida por Lisette Model y por la película Freaks (La parada de los monstruos o Fenómenos, en castellano), de Tod Browning, Diane Arbus abandonó las modelos elegantes de las revistas de moda y eligió a personas marginales, diferentes y excéntricas para ser retratadas: gemelos, enfermos mentales, gigantes, familias disfuncionales, fenómenos de circo, prostitutas, travestis, etcétera. Las personas miraban directamente a la cámara, consiguiendo que el flash revelara con nitidez sus rasgos más característicos. Arbus conseguía que el espectador no se identificase con los retratados, ya que lograba provocar temor, vergüenza e incomodidad.
Fue pionera del flash de relleno (flash de día).
La fotografía de Arbus representa lo normal como monstruoso, pero con intención de mostrar una realidad y rebelarse contra todo aquello convencional y ‘seguro’: cuando fotografiaba el dolor, lo encontraba en personas normales. Provocaba que las personas presuntamente normales aparecieran como seres anormales y monstruosos.
La forma de fotografiar de Arbus rompía la composición, situando al personaje en el centro, cuya mirada siempre era directa, con tensión y fuerza. Para ella no existía el momento decisivo, trabajaba en continuo espacio temporal y quería que sus modelos fuesen plenamente conscientes que estaban siendo retratados y que estaban participando en la acción fotográfica. Es por ello que previamente a hacer las fotografías, hablaba con las personas y mantenía un contacto directo con tal de captar lo que buscaba: una mirada nueva, pasando del tedio a la fascinación.
Su obra ha influido en las siguientes generaciones de creadores, como Cindy Sherman, Nan Goldin, Robert Mapplethorpe, Gillian Wearing o Joel-Peter Witkin.

## Fotografías destacadas
- Child with Toy Hand Grenade in Central Park (1962)
- A Young man in curlers at home on West 20th Street (1966)
- Identical Twins (1967)
- Jewish Giant at Home with His Parents in The Bronx, NY (1970)

## Reconocimientos
- Premio Robert Leavitt. 1970

## En el cine
Fur: An Imaginary Portrait of Diane Arbus (en inglés) o Fur: Retrato de una obsesión/pasión (en España/Hispanoamérica, respectivamente) es el título de una película de ficción producida en 2006 en la que el personaje de Diane Arbus es la protagonista. Fue dirigida por Steven Shainberg y protagonizada por Nicole Kidman y Robert Downey Jr., y la trama, que es ficticia, se centra en un periodo de la vida de la artista extraído del libro Diane Arbus: A Biography as a source, de Patricia Bosworth.